# Ристо Лозановски
 Тази статия е за агронома.  За художника вижте Ристо Лозаноски.  
Ристо Лозановски (на македонска литературна норма: Ристо Лозановски) е агроном от Република Македония, член на Македонската академия на науките и изкуствата (МАНИ).

## Биография
Роден е на 3 април 1925 година в Битоля, тогава в Кралството на сърби, хървати и словенци. Завършва гимназия в родния си град, след което учи в Земеделско-горския факултет в Земун, а след отварянето на Земеделско-горския факултет на Скопския университет, продължава образованието си там, като завършва в 1950 година. От 1951 година преподава във Факултета, първо като асистент, по-късно като доцент, а от 1971 година като редовен професор. В 1962 година защитава докторската дисертация „Плевелната вегетација по ораничките површини во Пелагонија и нејзиното земјоделско значење“ (Плевелната вегетация по оранните повърхности в Пелагония и нейното земеделско значение).
На 7 октомври 1988 година е избран за дописен член на МАНИ, а на 29 юни 1996 година за редовен.
Умира на 22 октомври 2011 година.